# 姆拉達-博萊斯拉夫
姆拉達-博萊斯拉夫 （捷克語：Mladá Boleslav，永本茨劳）是位於捷克西部、中波希米亞州的一個城市。距捷克首都布拉格東北50公里。姆拉達-博萊斯拉夫是捷克最為富裕的幾個城市之一。19世纪，捷克最大汽车制造商斯柯达汽车的前身Laurin & Klement创建于此。